# Bothriopupa variolosa
Bothriopupa variolosa är en snäckart som först beskrevs av Gould 1848.  Bothriopupa variolosa ingår i släktet Bothriopupa och familjen puppsnäckor. Inga underarter finns listade i Catalogue of Life.